# Épenède
Épenède is een gemeente in het Franse departement Charente (regio Nouvelle-Aquitaine) en telt 209 inwoners (1999). De plaats maakt deel uit van het arrondissement Confolens.

## Geografie
De oppervlakte van Épenède bedraagt 16,1 km², de bevolkingsdichtheid is 13,0 inwoners per km².
De onderstaande kaart toont de ligging van Épenède met de belangrijkste infrastructuur en aangrenzende gemeenten.

## Hydrografie
De Transon een zijrivier van de Charente stroomt door het zuidwesten van de gemeente, en ontvangt er talrijke plaatselijk beekjes.
De waterscheiding tussen de Charente en de Loire loopt van noord naar zuid door de gemeente.
De Clain, een zijrivier van de Vienne vormt de oostgrens van de gemeente en ontvangt er kleine waterloopjes vanuit de vijvers in het noorden van de gemeente.
Door de ondoordringbare bodem zijn er talrijke vijvers verspreid over de gemeente: de grootste is de Étang de la Lande d'Amboisnoir.

## Demografie
Onderstaande figuur toont het verloop van het inwonertal (bron: INSEE-tellingen).